# Peter Baláž
Peter Baláž, (ur. 29 grudnia 1970 w Bratysławie) – słowacki siatkarz, występujący na pozycji blokującego. Jego atrybuty fizyczne to 200 cm i 94 kg. Jego zasięg w bloku to 347 cm, w ataku 354 cm. Reprezentował Słowację w latach 1994 – 1998, z którą uczestniczył w Mistrzostwach Europy w 1997 w Holandii. Grając w zespole VKP Bratysława zdobył pięciokrotnie mistrzostwo Słowacji.
Kluby:
- VKP Bratysława do 1992
- VKP Bratysława 1992 – 1996
- Inter Bratysława 1997
- VKP Bratysława 1997 – 1999
- VK Zvolen 2000 – 2004